# Satyrium paludosum
Satyrium paludosum är en orkidéart som beskrevs av Heinrich Gustav Reichenbach. Satyrium paludosum ingår i släktet Satyrium och familjen orkidéer. Inga underarter finns listade i Catalogue of Life.